# Kkonminam ramyeongage
Kkonminam ramyeongage (꽃미남 라면가게?, lett. Bei ragazzi, negozio di ramen; titolo internazionale Cool Guys, Hot Ramen, meglio conosciuta come Flower Boy Ramen Shop o Flower Boy Ramyeon Shop) è una serie televisiva sudcoreana trasmessa su tvN dal 31 ottobre al 20 dicembre 2011. È la prima serie a far parte del progetto del canale tvN "Oh! Boy" indirizzato ai giovani, nel quale i protagonisti maschili sono dei ragazzi carini ("ragazzi dei fiori"). La serie è stata poi adattata in un webtoon.

## Trama
Yang Eun-bi è una studentessa universitaria che si sta preparando per diventare una professoressa di liceo. Un giorno incontra Cha Chi-soo, l'arrogante e attraente erede del più grande conglomerato alimentare sudcoreano, appena tornato in Corea dopo un tentativo fallito di studiare a New York. Eun-bi si sente subito attratta da lui ancora prima di sapere che è di ben sei anni più giovane di lei; tuttavia, un incarico la porta non solo a lavorare nel liceo della famiglia di Chi-soo, ma anche a diventare la sua insegnante. Mentre Eun-bi inizia a notare l'arroganza di lui, il ragazzo l'ammira per la sua franchezza, diversa da quella delle altre donne che conosce. Alla morte di suo padre, Eun-bi è sorpresa di scoprire che l'uomo ha lasciato il suo ristorante di ramen a Choi Kang-hyuk nella speranza che diventi il marito della figlia. Dopo essere stata licenziata dalla scuola per i suoi conflitti con Chi-soo, la donna inizia a lavorare al ristorante con gli studenti senzatetto Kim Ba-wool e Woo Hyun-woo. Anche Chi-soo vuole lavorare al ristorante per superare la crescente ossessione per Eun-bi, e Kang-hyuk, che sa che lui e il ragazzo condividono la madre, acconsente. Kang-hyuk inizia presto a provare dei sentimenti per Eun-bi e, quando Chi-soo si rende conto di essersene innamorato, compete con il fratellastro per lei.

## Personaggi

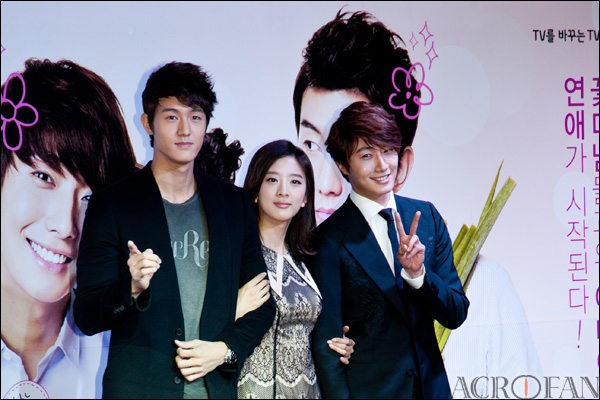
Il cast principale. Da sinistra: Lee Ki-woo, Lee Chung-ah e Jung Il-woo.

- Cha Chi-soo, interpretato da Jung Il-woo.
- Yang Eun-bi, interpretata da Lee Chung-ah.
- Choi Kang-hyuk, interpretato da Lee Ki-woo.
- Kim Ba-wool, interpretato da Park Min-woo.
- Woo Hyun-woo, interpretato da Cho Yoon-woo.
- Kang Dong-joo, interpretata da Kim Ye-won.
- Yoon So-yi, interpretata da Ho Soo.
- Cha Ok-gyun, interpretato da Joo Hyun.
- Yang Chul-dong, interpretato da Jung In-ki.
- Allenatore Seo, interpretato da Seo Bum-suk.
- Hee-gon, interpretato da Song Jae-rim.
- Jung-gu, interpretato da Kim Il-woong.

## Ascolti
| Episodio | Data di trasmissione | Dati AGB |
| -------- | -------------------- | -------- |
| 1        | 31 ottobre 2011      | 1,19%    |
| 2        | 1 novembre 2011      | 1,45%    |
| 3        | 7 novembre 2011      | 2,07%    |
| 4        | 8 novembre 2011      | 2,85%    |
| 5        | 14 novembre 2011     | 2,80%    |
| 6        | 15 novembre 2011     | 3,22%    |
| 7        | 21 novembre 2011     | 3,60%    |
| 8        | 22 novembre 2011     | 3%       |
| 9        | 28 novembre 2011     | 3,20%    |
| 10       | 29 novembre 2011     | 2,94%    |
| 11       | 5 dicembre 2011      | 2,83%    |
| 12       | 6 dicembre 2011      | 3,26%    |
| 13       | 12 dicembre 2011     | 2,32%    |
| 14       | 13 dicembre 2011     | 2,40%    |
| 15       | 19 dicembre 2011     | 2,85%    |
| 16       | 20 dicembre 2011     | 3,54%    |
| Media    | Media                | 2,72%    |

## Colonna sonora
1. Happy – Yoo Ri-ah
2. Sun – Francis
3. Loving Loving (러빙러빙) – Yoon Sae-ha
4. Falling in Love (사랑에 빠졌나봐) – Yoo Ri-ah
5. Someone Like You (너란 사람) – Jung Il-woo
6. With Words (말론) – C-Real
7. Story (이야기) – Shayne
8. Handsome Chef (꽃미남 요리사)
9. Love Is
10. Hey, Loser!! (어이상실!!)
11. Handsome Look (꽃미남 등장)
12. A New Beginning (새로운 출발)

Tracce aggiuntive dell'edizione speciale
1. Ska? Ska? Polk!
2. The Return of Hwanung (환웅의 귀환)
3. 가슴이 보골보골
4. Taming Yang Eun-bi (천하무적 양은비)
5. Dad and Eun-bi (아빠와 은비)

## Distribuzioni internazionali
| Paese      | Canale/i                | Prima TV                 | Titolo adottato                                    |
| ---------- | ----------------------- | ------------------------ | -------------------------------------------------- |
| Giappone   | Mnet                    | gennaio 2012             | イケメンラーメン店 (Bei ragazzi, negozio di ramen) |
| Taiwan     | Drama 1                 | 26 aprile-18 maggio 2012 | 花美男拉麵店 (Bei ragazzi, negozio di ramen)       |
| Filippine  | TeleAsia Chinese        | 20 giugno 2014-?         |                                                    |
| Singapore  | MediaCorp Channel U     | 28 luglio-6 ottobre 2012 | 花美男拉麵店 (Bei ragazzi, negozio di ramen)       |
| Hong Kong  | Channel M               | 10 giugno-4 luglio 2013  | 花美男拉麵店 (Bei ragazzi, negozio di ramen)       |
| Thailandia | Channel M               | 10 giugno-4 luglio 2013  | 花美男拉麵店 (Bei ragazzi, negozio di ramen)       |
| Bolivia    | Red Uno                 | agosto 2014-?            | Eun y sus tres chicos (Eun e i suoi tre ragazzi)   |
| Perù       | Panamericana Televisión |                          |                                                    |